# Glenea excubitans
Glenea excubitans är en skalbaggsart som beskrevs av Heller 1914. Glenea excubitans ingår i släktet Glenea och familjen långhorningar. Inga underarter finns listade i Catalogue of Life.